# Ficus cinnamomea
Ficus cinnamomea är en mullbärsväxtart som beskrevs av Edred John Henry Corner. Ficus cinnamomea ingår i släktet fikonsläktet, och familjen mullbärsväxter. Inga underarter finns listade i Catalogue of Life.